# Subulicystidium nikau
Subulicystidium nikau är en svampart som först beskrevs av Gordon Herriot Cunningham, och fick sitt nu gällande namn av Jülich 1969. Subulicystidium nikau ingår i släktet Subulicystidium och familjen Hydnodontaceae.   Inga underarter finns listade i Catalogue of Life.